# 栗腹蜂鸟
栗腹蜂鸟（学名：Saucerottia castaneiventris），是雨燕目蜂鸟科的一种鸟类。
栗腹蜂鸟体重约5克，翼长约52毫米，嘴峰长约21.9毫米，喙宽度约1.9毫米，喙厚度约1.6毫米，跗蹠长约5.2毫米，尾长约30.2毫米。栗腹蜂鸟在其分布区内为留鸟，其栖息在密集的高大树木组成的森林中，食性为草食性，主要食物来源是植物的花蜜。
栗腹蜂鸟分布于哥伦比亚中北部安第斯山脉东段西坡。该物种是单型物种，没有亚种分化。